# Mostek (województwo małopolskie)
Mostek – wieś w Polsce położona w województwie małopolskim, w powiecie miechowskim, w gminie Gołcza.
Od XIV wieku do okresu Sejmu Czteroletniego wieś była własnością biskupów krakowskich. Wieś biskupstwa krakowskiego w powiecie proszowickim w województwie krakowskim w końcu XVI wieku. Przynależała do klucza jangrockiego.
W latach 1954–1961 wieś należała i była siedzibą władz gromady Mostek, po jej zniesieniu w gromadzie Gołcza. W latach 1975–1998 miejscowość administracyjnie należała do województwa krakowskiego. Integralne części miejscowości: Kruchy, Podbudzynie, Podzawadzie.
Wierni Kościoła rzymskokatolickiego należą do parafii NMP Częstochowskiej w Mostku, w diecezji sosnowieckiej.

## Zabytki
Obiekt wpisany do rejestru zabytków nieruchomych województwa małopolskiego.
- Kościół parafialny pw. MB Częstochowskiej i św. Izydora.
 Drewniana świątynia pochodzi z 1571 r. i została przeniesiona ze Smardzowic w 1938 roku[7].